# Cholmino (Kaliningrad)
Cholmino (russisch Холмино, deutsch Snappen, litauisch Snapai) ist ein verlassener Ort im Rajon Krasnosnamensk der russischen Oblast Kaliningrad.
Die Ortsstelle befindet sich zwei Kilometer nordwestlich von Pobedino (Schillehnen/Schillfelde) an der Regionalstraße 27A-026 (ex R 511).

## Geschichte

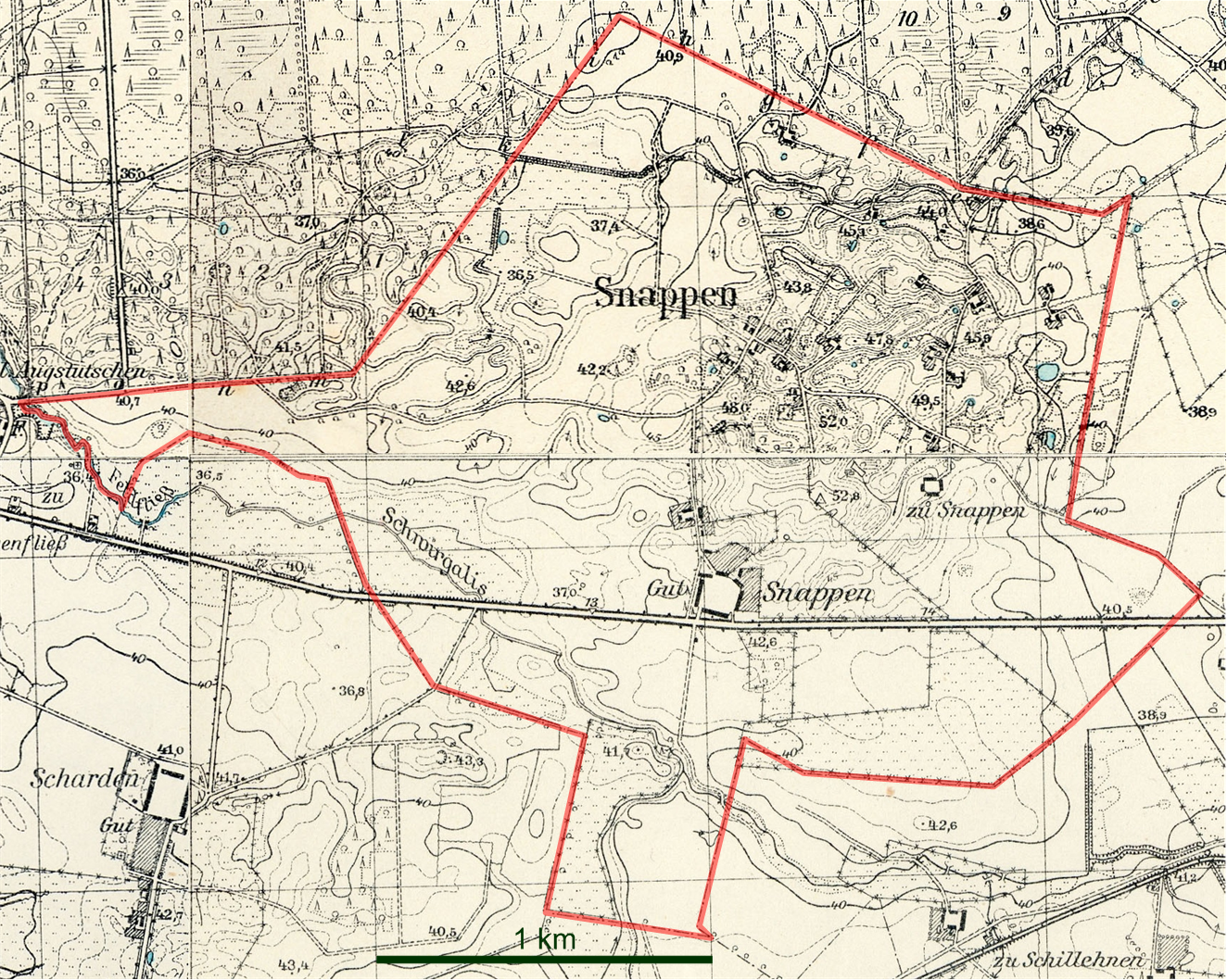
Die Gemeinde Snappen auf vier Messtischblättern von 1927 bis 1938

Der Ort wurde seit 1660 erwähnt. Um 1780 war Schnappen ein königliches Bauerndorf. 1874 wurde die Landgemeinde Snappen in den neu gebildeten Amtsbezirk Schillehnen im Kreis Pillkallen eingegliedert. Im Gegensatz zum gleichnamigen Snappen im Landkreis Insterburg, das 1938 in Schnappen umbenannt wurde, blieb der Name dieses Ortes bis 1945 unverändert.
1945 kam der Ort in Folge des Zweiten Weltkrieges mit dem nördlichen Ostpreußen zur Sowjetunion. 1947 erhielt er den russischen Namen Cholmino und wurde gleichzeitig dem neu gebildeten Dorfsowjet Pobedinski selski Sowet im Rajon Krasnosnamensk zugeordnet. Cholmino wurde vor 1988 aus dem Ortsregister gestrichen.

### Einwohnerentwicklung
| Jahr | Einwohner | Bemerkungen                 |
| ---- | --------- | --------------------------- |
| 1867 | 197       |                             |
| 1871 | 180       |                             |
| 1885 | 240       |                             |
| 1905 | 217       | davon 10 litauischsprachige |
| 1910 | 224       |                             |
| 1933 | 182       |                             |
| 1939 | 135       |                             |

## Kirche
Snappen gehörte zum evangelischen Kirchspiel Schillehnen. Die katholische Minderheit (1885: 13 von 240 Bewohnern) war bis 1930 in Bilderweitschen und dann in Schillehnen eingepfarrt.